# Dougray Scott
Pour les articles homonymes, voir Scott.
Dougray Scott, né le 25 novembre 1965 à Glenrothes, en Écosse, est un acteur et producteur britannique.

## Biographie
Dougray Scott a joué dans plusieurs téléfilms écossais et britanniques avant d'avoir son premier rôle au cinéma dans Deep Impact de Mimi Leder.
Son plus grand succès au cinéma est sûrement son rôle de l'ennemi de Tom Cruise dans Mission impossible 2 de John Woo, mais il se blesse au dos en tournant ce film et doit renoncer au rôle de Wolverine dans X-Men de Bryan Singer, finalement joué par Hugh Jackman.
Il a longtemps été pressenti pour être le nouveau James Bond après Pierce Brosnan, mais c'est finalement Daniel Craig qui eut le rôle. Il a ensuite eu un rôle dans la saison 3 de la série télévisée Desperate Housewives.
Il a épousé l'actrice Claire Forlani le 8 juin 2007.

## Filmographie

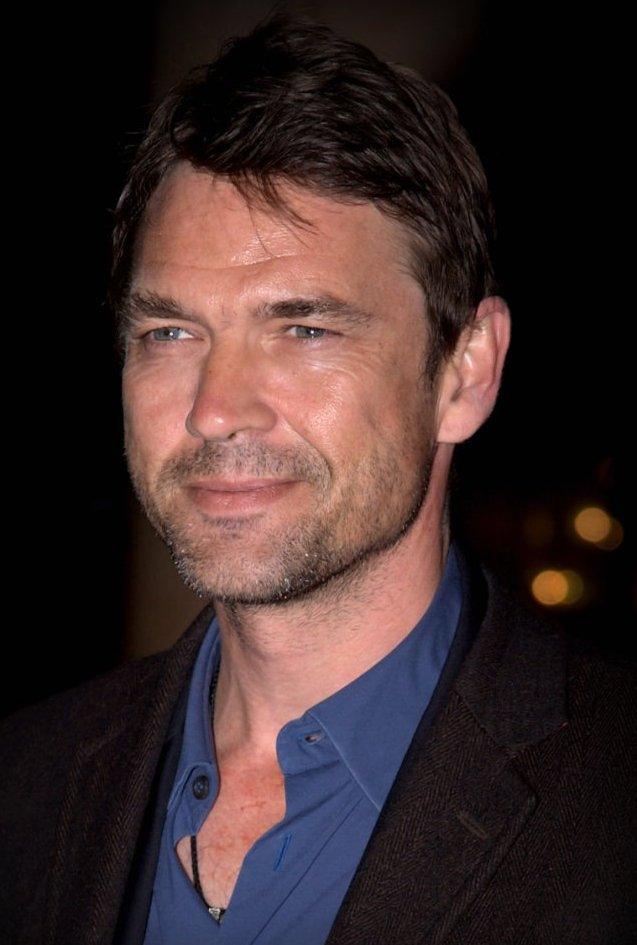
Scott en 2010

### Cinéma
- 1992 : The Weak and Wide Astray
- 1994 : Princesse Caraboo (Princess Caraboo) - Dragoon Captain
- 1997 : Magic Moments - Neil Johnson
- 1997 : Twin Town - Terry Walsh
- 1997 : Love in Paris - Charlie
- 1997 : Regeneration - capitaine Robert Graves
- 1998 : Deep Impact - Eric Vennekor
- 1998 : À tout jamais, une histoire de Cendrillon (Ever After) - Prince Henri
- 1999 : Faeries - le prince Faery (voix)
- 1999 : Mariage à l'anglaise (This Year's Love) - Cameron
- 1999 : Gregory's Two Girls - Fraser Rowan
- 2000 : Il était une fois Jésus (The Miracle Maker) (voix)
- 2000 : Mission impossible 2 (Mission: Impossible II) - Sean Ambrose
- 2001 : Enigma - Thomas Jericho
- 2002 : Ripley s'amuse (Ripley's Game) - Jonathan Trevanny
- 2003 : La Mort d'un roi (To Kill a King) de Mike Barker - sir Thomas Fairfax
- 2003 : La Dernière Cible (The Poet) - Andrei
- 2004 : Amours et Trahisons (The Truth About Love) - Archie Gray
- 2004 : One Last Chance - Frankie The Fence
- 2004 : Things to Do Before You're 30 : Cass
- 2005 : Dark Water - Kyle
- 2006 : Perfect Creature - Silus
- 2007 : Hitman - l'agent d'Interpol Mike Whittier
- 2008 : Docteur Jekyll et Mr Hyde - Jekyll
- 2008 : New Town Killers - Alistair Raskolnikov
- 2010 : Au prix du sang (There Be Dragons) - Robert, le journaliste
- 2011 : My Week with Marilyn de Simon Curtis - Arthur Miller
- 2012 : Love's Kitchen - Rob Haley
- 2012 : Death Race: Inferno - Niles York
- 2013 : Last Passenger de Omid Nooshin - Lewis Shaler
- 2014 : Les Dossiers secrets du Vatican (The Vatican Tapes) de Mark Neveldine
- 2014 : Taken 3 - Stuart StJohn, le mari de Lénore
- 2015 : The Rezort (en) de Steve Barker - Archer
- 2019 : Sea Fever de Neasa Hardiman - Gerard
- 2025 : Exterritorial de Christian Zübert : Erik Kynch
- 2026 : Her Private Hell de Nicolas Winding Refn

### Télévision
- 1992 : Tell Tale Hearts : David Sellors (3 épisodes)
- 1995 : Soldier Soldier : Major Rory Taylor (11 épisodes)
- 1996 : The Crow Road : Lewis McHoan (4 épisodes)
- 1996 : Highlander : Warren Cochrane (1 épisode)
- 1997 : The Place of the Dead : Lance Corporal Richard Mayfield
- 2000 : Les Mille et Une Nuits (Arabian Nights) : Sultan Schariar (2 épisodes)
- 2004 : Essential Poems for Christmas: Reader
- 2006 : The Ten Commandments : Moïse (2 épisodes)
- 2006 - 2007 : Desperate Housewives : Ian Hainsworth (18 épisodes)
- 2009 : Nightfall : Agent double (False Witness) de Peter Andrikidis : Ian Porter
- 2009 : Le Jour des Triffides (The Day of the Triffids) : Bill Masen (2 épisodes)
- 2011 : United de James Strong : Matt Busby
- 2013 : Doctor Who : Professeur Alec Palmer (1 épisode)
- 2013 : Strike Back: Shadow Warfare : James Leatherby (2 épisodes)
- 2013 - 2014 : Hemlock Grove - Dr Norman Godfrey (23 épisodes)
- 2016 : Fear the Walking Dead : Thomas Abigail (2 épisodes)
- 2017 - 2020 : Snatch : Vic Hill (21 épisodes)
- depuis 2019 : Batwoman : Colonel Jacob Kane

### Comme producteur
- 2002[réf. nécessaire] : La Mort d'un roi (To Kill a King) de Mike Barker

## Voix françaises
| - Guillaume Orsat dans : - Amours et Trahisons - Dark Water - Perfect Creature - Desperate Housewives (série télévisée) - Hitman - Dr Jekyll et Mr Hyde (en) (téléfilm) - Nightfall : Agent double (téléfilm) - Le Jour des Triffides (en) (mini-série) - My Week with Marilyn - Sinbad (série télévisée) - Death Race: Inferno - Strike Back (série télévisée) - The Wrong Mans : Mauvaise Pioche (série télévisée) - Hemlock Grove (série télévisée) - La Remplaçante (en) (mini-série) - Departure (série télévisée) - Batwoman (série télévisée) - Crime (en) (série télévisée) - Exterritorial | - Patrice Baudrier dans : - Mission impossible 2 - Les Dix Commandements (en) (mini-série) - Bernard Bollet dans : - Fear the Walking Dead (série télévisée) - My Oxford Year Et aussi - Bernard Gabay dans À tout jamais, une histoire de Cendrillon - Dominique Collignon-Maurin dans Les Mille et Une Nuits (mini-série) - Guy Chapellier dans Ripley's Game - Jérémie Covillault dans Taken 3 |